# Sportvagns-VM 1965
Sportvagns-VM 1965 kördes över totalt 20 omgångar.
Mästerskapet var uppdelat i fyra klasser.

## Delsegrare
| Bana                   | Vinnare                          | Märke               |
| ---------------------- | -------------------------------- | ------------------- |
| Daytona 2000 km        | Ken Miles Lloyd Ruby             | Ford                |
| Sebring 12-timmars     | Jim Hall Hap Sharp               | Chaparral-Chevrolet |
| Coppa Bologna          | Herbert Demetz                   | Abarth-Simca        |
| Coppa Inter-Europa     | Klaus Steinmetz                  | Abarth-Simca        |
| Monza 1000 km          | Mike Parkes Jean Guichet         | Ferrari             |
| RAC Tourist Trophy     | Denny Hulme                      | Brabham-Climax      |
| Targa Florio           | Nino Vaccarella Lorenzo Bandini  | Ferrari             |
| Spa                    | Willy Mairesse                   | Ferrari             |
| Nürburgring 1000 km    | Ludovico Scarfiotti John Surtees | Ferrari             |
| Mugello 500 km         | Mario Casoni Antonio Nicodemi    | Ferrari             |
| Rossfeld               | Gerhard Mitter                   | Porsche             |
| Le Mans                | Jochen Rindt Masten Gregory      | Ferrari             |
| Reims 12-timmars       | Pedro Rodríguez Jean Guichet     | Ferrari             |
| Bolzano                | Herbert Demetz                   | Abarth-Simca        |
| Freiburg               | Ludovico Scarfiotti              | Ferrari             |
| Pergusa                | Mario Casoni                     | Ferrari             |
| Villars                | Ludovico Scarfiotti              | Ferrari             |
| Nürburgring 500 km     | Mauro Bianchi Lucien Bianchi     | Alpine              |
| Double 500 km (GT 2.0) | Herb Wetanson                    | Porsche             |
| Double 500 km          | Hap Sharp                        | Chaparral-Chevrolet |

## Märkes-VM

### GT - Division I (1300 cm³)
| Plats | Märke        | Poäng |
| ----- | ------------ | ----- |
| 1     | Abarth-Simca | 67,5  |
| 2     | MG           | 41,5  |
| 3     | Fiat-Abarth  | 26,7  |

### GT - Division II (2000 cm³)
| Plats | Märke      | Poäng |
| ----- | ---------- | ----- |
| 1     | Porsche    | 96,3  |
| 2     | Alfa Romeo | 45,2  |
| 3     | MG         | 19,8  |

### GT - Division III (+2000 cm³)
| Plats | Märke   | Poäng |
| ----- | ------- | ----- |
| 1     | Shelby  | 90,3  |
| 2     | Ferrari | 71,3  |
| 3     | Jaguar  | 7,2   |

### P Prototyper
| Plats | Märke   | Poäng |
| ----- | ------- | ----- |
| 1     | Ferrari | 58,5  |
| 2     | Porsche | 30,4  |
| 3     | Ford    | 19,6  |